# Otto Kittel
Pour les articles homonymes, voir Kittel (homonymie).
 (janvier 2019).
Si vous disposez d'ouvrages ou d'articles de référence ou si vous connaissez des sites web de qualité traitant du thème abordé ici, merci de compléter l'article en donnant les références utiles à sa vérifiabilité et en les liant à la section « Notes et références ».
Otto Kittel né le 21 février 1917 à Kronsdorf (Krasov), en pays Sudète, mort le 14 février 1945 sur le front de l'Est, est un pilote de chasse allemand de Luftwaffe connu pour être le quatrième plus grand as de l'histoire avec 267 victoires aériennes obtenues face à des pilotes de l'aviation soviétique durant la Seconde Guerre mondiale.

## Biographie
Kittel est né à Kronsdorf (Krasov), en pays Sudète, alors sous juridiction austro-hongroise le 21 février 1917. Après avoir été brièvement mécanicien automobile, Il rejoint les rangs de la Luftwaffe en janvier 1939
Il rejoint les rangs de la Luftwaffe en janvier 1939, mais n'est affecté à un centre d'instruction en vol qu'en novembre, et obtient son brevet en janvier 1941, alors qu'il est âgé de 24 ans. Il rejoint sa première affectation, la 2e escadrille de la 54e escadre de chasse 2./JG 54, basée à Jeve, dans le nord de l'Allemagne. Le 31 mai, le sergent Kittel, victime d'un ennui mécanique, doit sauter en parachute ; son appareil, un Bf 109F-2 (W.Nr.1627 25), s'écrase au sol près de Spiekeroog.
L'escadre est ensuite engagée dans l'opération Barbarossa, et dès le 24 juin, Otto Kittel obtient ses deux premiers succès en abattant 2 bombardiers bimoteurs Tupolev SB 2. Mais c'est le 30 du même mois, qu'au-dessus de Dünaburg, près de Léningrad, qu'il rencontre l'appareil qui allait se révéler être son principal ennemi : l'Iliouchine Il-2 Sturmovik. Il abat son dixième adversaire le 12 septembre, et double son score l'année suivante.
Kittel épouse sa fiancée Edith en juin 1942; le couple aura un fils, né en 1945.
Otto Kittel va réellement se révéler comme un pilote exceptionnel lorsqu'il va être mis aux commandes de son nouvel avion, un Focke-Wulf Fw 190, au début de l'année 1943. Le 12 janvier 1943, au cours de deux missions, il abat sept appareils soviétiques, dont trois Il-2 Sturmovik, un Polikarpov I 153, deux Yakovlev Yak-1 et un Polikarpov U-2. Le 24 janvier il obtient sa 30e victoire, un La-5.
Le 19 février 1943 il obtient la 4000e victoire de la JG 54. Ce succès lui permet de se voir donner l'autorisation par son Kommodore, le Major Hannes Trautloft, d'effectuer des opérations de "chasse libre" (Freie Jagd) au-dessus du territoire ennemi, ce qui lui permet d'accroitre plus rapidement son score. Peu de temps après, le 15 mars, après avoir descendu deux Il-2 (ses 48e et 49e victoires), il doit effectuer un atterrissage d'urgence, à cause d'un problème mécanique de son Focke-Wulf Fw 190A4 (W.Nr 142 481), à soixante kilomètres sur les arrières soviétiques. Il mettra trois jours pour rejoindre le front allemand à la boussole, sans nourriture et par grand froid, parvenant à franchir à pied le lac d'Ilmen pris par les glaces. Après un séjour de deux mois en hôpital où il se voit remettre la Croix allemande en or et les épaulettes d'adjudant-chef (Oberfeldwebel), il reprend sa place à la 3./JG 54 et obtient sa 50e victoire le 11 juin.
C'est à cette époque qu'on lui affecte comme ailier l’Unteroffizier Ulrich Wernitz (en), futur as aux cent une victoires et dès le mois de juillet, il accumule les succès : 25 victoires, dont deux quadruplés et deux triplés en juillet, 13 en août, 10 en septembre et 18 en octobre. Il franchit la barre des 100 victoires le 14 septembre. Il abat  23 avions soviétiques supplémentaires avant de se voir remettre la croix de chevalier de la croix de fer le 26 septembre. Il termine cette année 1943 avec un palmarès de 127 victoires homologuées.
À l'issue d'un courte période de janvier à mars 1944, où il sert comme instructeur au groupe de dépôt de la chasse du secteur-Est (Ergänzungs-Jagdgruppe Ost (en)) basé près de Biarritz, il retourne au combat en tant que Leutnant (sous-lieutenant) et Staffelkapitän de la 3./JG 54, puis obtient sa 140e victoire quelques jours plus tard, le 30 mars. il reçoit la feuille de chêne de la Ritterkreuz, en tant que 449e récipiendaire, le 11 avril et les Schwerter (glaives ou épées) le 25 novembre avec un palmarès s'établissant alors à 239 victoires. Cette série de succès, notamment contre les avions d'assaut blindés soviétiques Iliouchine Il-2 conduit les soldats de l'armée de terre à le surnommer le « tueur de bouchers ».
Le 14 février 1945, Otto Kittel décolla à bord de son Fw-190 A8 (W.Nr 960 282) « 1 noir » pour une mission d'interception d'Iliouchine Il-2 Sturmovik au-dessus de Džūkste, dans la poche de Courlande. Selon un témoin, l’Oberfähnrich (aspirant) Renner, il attaqua une formation de huit appareils soviétiques, en endommagea gravement un, mais touché par le feu des mitrailleuses arrière des "Sturmovik", son Focke-Wulf prit feu et s'écrasa au sol. C'était la première fois qu'un de ses adversaires arrivait à le toucher en l'air.
Quatrième plus grand as de l'histoire, Kittel a abattu en 583 missions, 267 avions soviétiques homologués, dont 220 sur FW 190. Il demeure le recordman de victoires sur cet appareil, celui de la JG 54 ainsi que sur le nombre de Il-2 Sturmovik abattus, 94 d'entre eux étant tombés sous ses coups.